# بيلي دراموند
بيلي دراموند (بالإنجليزية: Billy Drummond)‏ هو عازف جاز أمريكي، ولد في 19 يونيو 1959 في نيوبورت نيوز في الولايات المتحدة.

## وصلات خارجية
- بيلي دراموند على موقع ميوزك برينز (الإنجليزية)
- بيلي دراموند على موقع أول ميوزيك (الإنجليزية)
- بيلي دراموند على موقع ديسكوغز (الإنجليزية)